# Zosterop de les Louisiade
El zosterop de les Louisiade (Zosterops griseotinctus) és un ocell de la família dels zosteròpids (Zosteropidae).

## Hàbitat i distribució
Habita zones boscoses de l'Arxipèlag Louisiade, proper a la costa sud-occidental de Nova Guinea, i de l'Arxipèlag de Bismarck.